# Леонтовича, 11/18
Будинок № 11/18 — будівля Київського політехнікуму зв'язку з монументальною наріжною вежею, розташована на розі бульвару Тараса Шевченка та вулиці Леонтовича, поруч із Володимирським собором.
Будинок у стилі радянського неокласицизму виступає архітектурним акцентом наріжної ділянки. Дослідники визначили будівлю як цінну пам'ятку культурного надбання Києва.

## Історія ділянки
Уперше Бульварне шосе (майбутній бульвар Тараса Шевченка) згадується у 1834 році. Гімназична вулиця (Леонтовича) виникла у 1860-ті роки, а тодішню назву отримала у 1869 році.
У XIX столітті квартал між сучасними вулицями Леонтовича, Володимирською і бульваром Шевченка виділили під Другу київську гімназію, яку збудували у 1854—1856 роках. На місці майбутнього політехнікуму з боку вулиці Леонтовича розташовувався одноповерховий будинок.

## Будівництво навчального корпусу
1921 року заснували навчально-курсовий комбінат зв'язку. Його розмістили у приміщенні колишнього правління «Товариства цукрових і рафінадних заводів братів Терещенків», розташованого на вулиці Леонтовича, 5. 1947 року Київський політехнікум зв'язку повернувся у відновлену після Німецько-радянської війни будівлю. 
Оскільки стара споруда вже не відповідала потребам навчального процесу, 1949 року на ділянці колишньої  Другої гімназії, що на розі вулиці Леонтовича й бульвару Шевченка (№ 11/18), розпочали зводити новий навчальний корпус за проєктом архітекторів Віктора Єлізарова й Аріадни Лободи. Будівництво, яке тривало сім років, завершили у 1956 році.

Ділянка, на якій з'явиться Київський політехнікум зв'язку
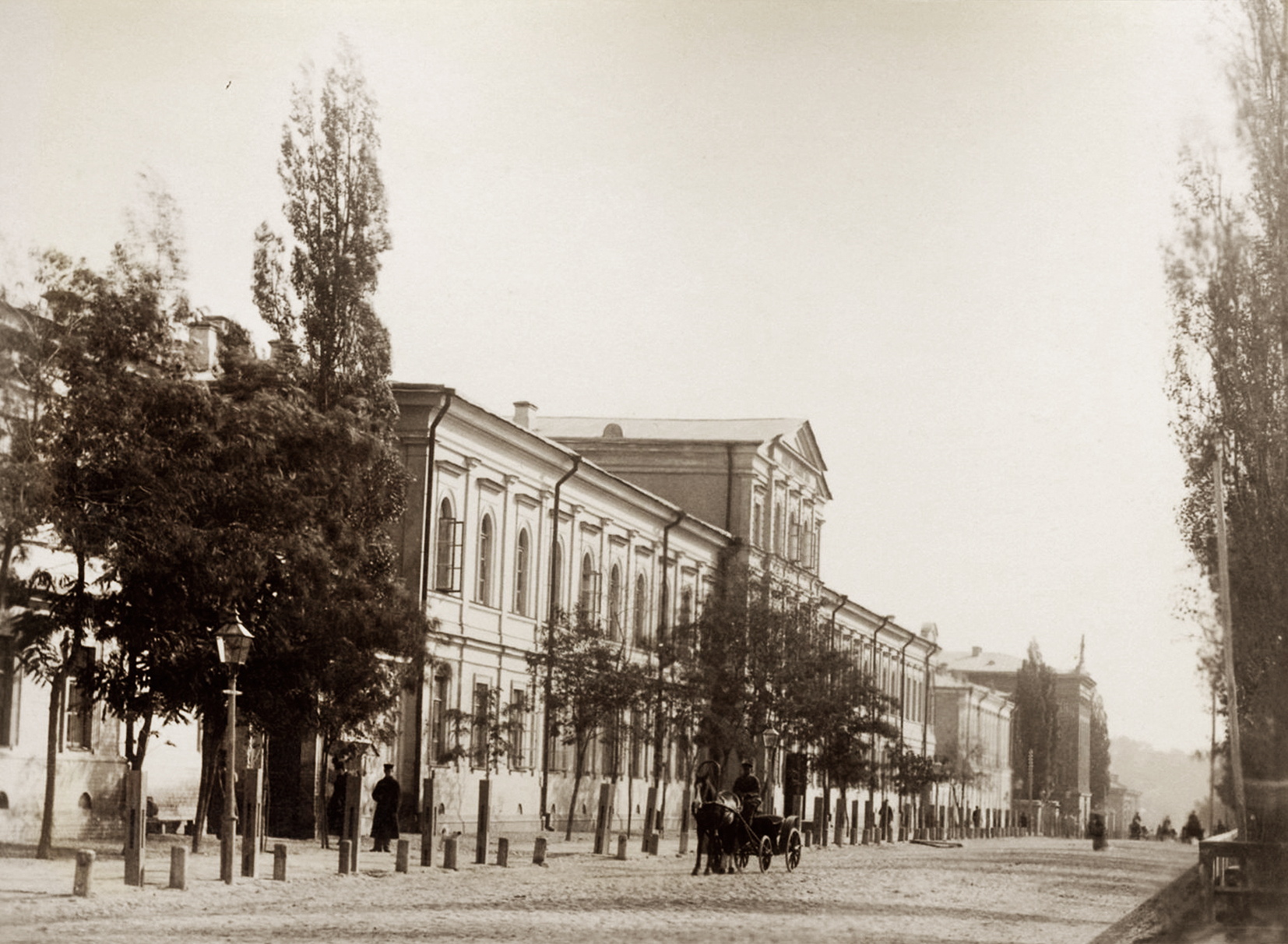
Політехнікум зв'язку збудують ліворуч від Другої київської гімназії. Фото 1880-х років
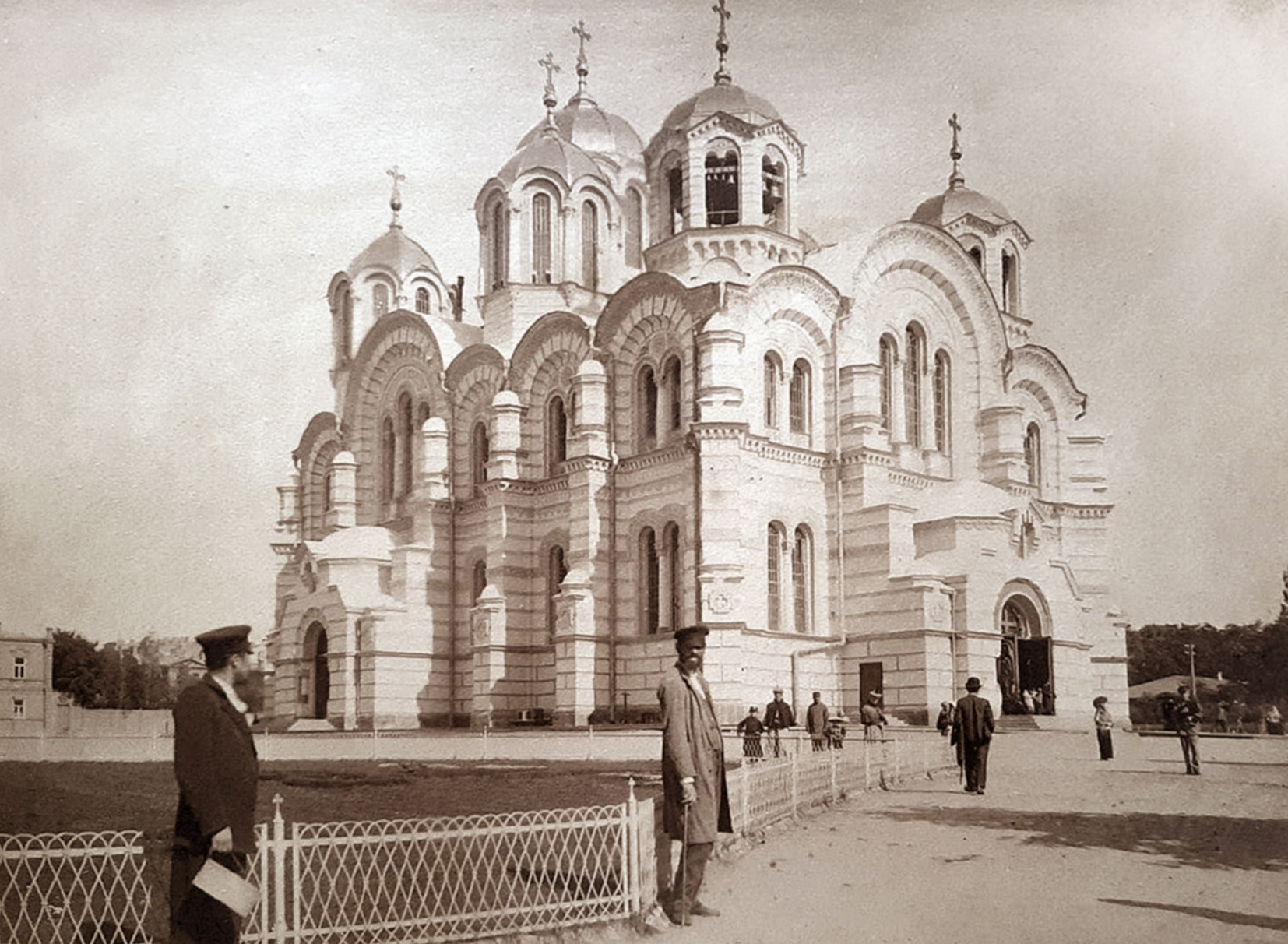
Політехнікум з'явиться на місці одноповерхового будинку (праворуч від Володимирського собору). Межа ХІХ — ХХ сторіч

## Архітектура
Наріжна будівля зведена у стилі радянського ретроспективізму з елементами радянського неокласицизму.
Будинок цегляний, Г-подібний у плані. Має п'ять поверхів. Акцентом будівлі виступає шестиповерхове, вежоподібне, квадратне у плані наріжжя з металевою вежею зв'язку. Від нього відходять різні за розміром крила. Коротка секція з брамою уздовж бульвару Тараса Шевченка примикає до будівлі колишньої гімназії. Композиційним центром фасаду крила з боку вулиці Леонтовича є портал, виділений триповерховими колонами. Брама зміщена ліворуч. 
Фасад крила з боку вулиці Леонтовича прикрашений пілястрами, а наріжник — тричвертними колонами. Пілястри на рівні четвертого — п'ятого поверхів і колони на рівні шостого, а також самі верхні поверхи оздоблені пишним орнаментом. Напівцокольний поверх покритий рустом, пофарбованим у коричневий колір.

З боку вулиці Леонтовича
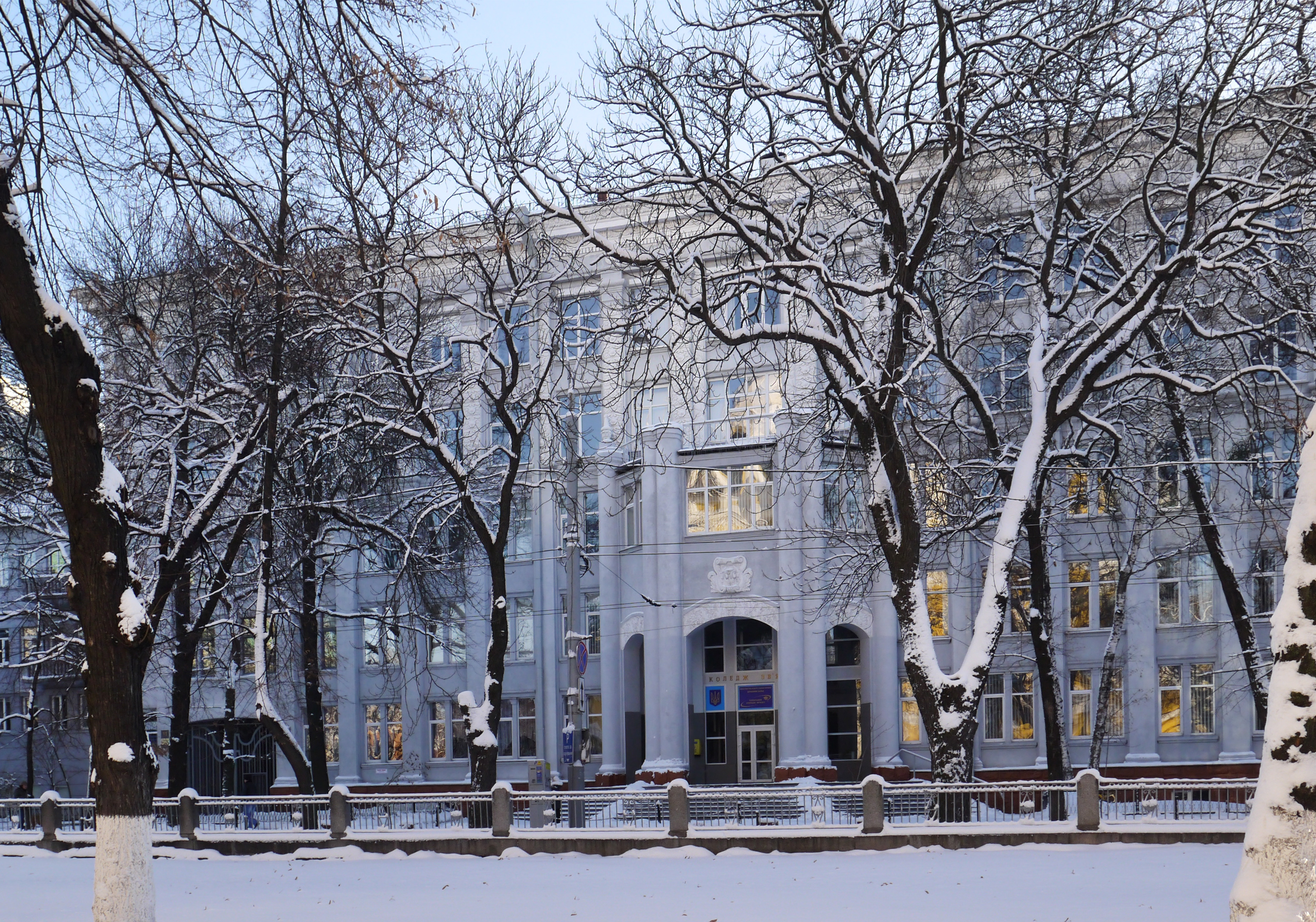
Крило з порталом
Портал